# Prometheus (Vulkan)
Koordinaten: 1° 31′ S, 153° 56′ W

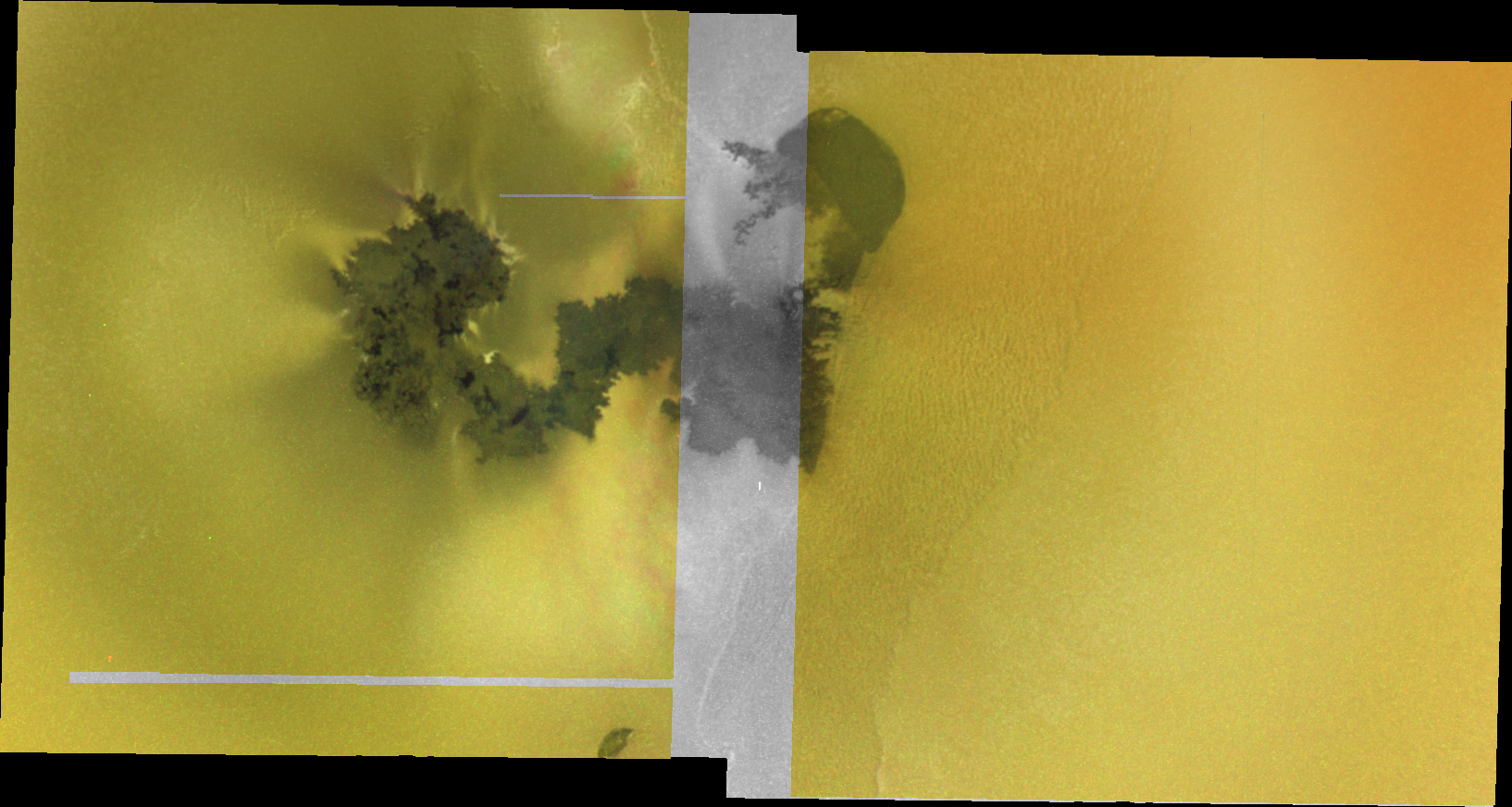
Galileo-Farbfoto des Vulkans und des Lavaflusses

Prometheus ist ein aktives eruptives Zentrum auf dem Jupitermond Io. Es liegt auf der von  Jupiter abgewandten Hemisphäre Ios, auf der Position 1,52° Süd und 153,94° West.
Mit Prometheus verbunden ist der ringförmige Vulkan Prometheus Patera und ein 100 km langer Lavafluss.
Das eruptive Zentrum wurde erstmals auf Bildern von Voyager 1 im März 1979 erkannt. Im selben Jahr benannte es die Internationale Astronomische Union nach dem griechischen Gott des Feuers, Prometheus.